# Анг мо

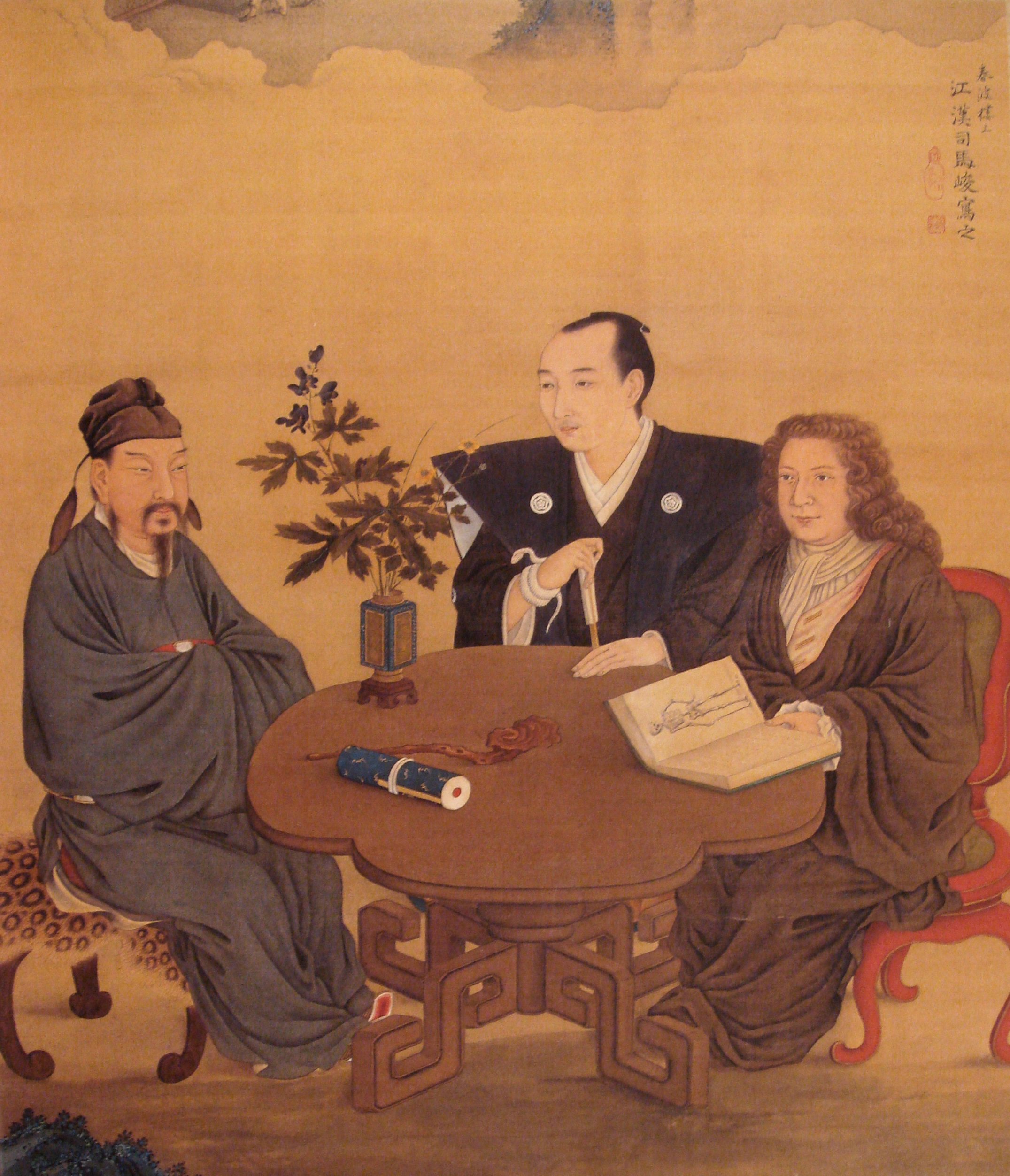
Зустріч Японії, Китаю та Заходу (Шіба Кокан, кінець 18 століття); «Західник» зображений з рудим волоссям.

Анг мо (Хоккієн : âng-mô͘ / âng-mn̂g ; китайські ієрогліфи :紅毛) — це дескриптор, який використовується для позначення білих людей. В основному використовується в Малайзії та Сінгапурі, також іноді в Таїланді, Тайвані. Буквально означає «рудоволосий» і походить від хоккієн, різновиду південного Міну.
Інші подібні терміни включають анг мо коу (紅毛猴;), анг мо куї (紅毛鬼;), анг мо ланг (紅毛儂/紅毛人;)). Хоча цей термін історично мав декілька принизливих значень, він увійшов до загальної мови, як нейтральний у Сінгапурі, Малайзії, де стосується білої людини, або коли використовується, як прикметник, західної культури в цілому.

## Етимологія та історія
Найдавніше походження «анг мо» можна помітити до контакту між власниками мови хоккієн (південний мінь) у південній частині Фуцзяні з Португальською імперією та голландською Ост-Індською компанією під час періоду хайдзін «морська заборона» у 16-му та 17-му століттях. Одне з найстаріших вживань цього терміна в письмовій формі знайдено на початку 1600-х років на карті Селдена, де Малукські острови в Індонезії позначаються літерою «ang mo», маючи на увазі голландську присутність.
В 17 столітті Голландська Ост-Індська компанія зазнала невдачі у своїй спробі проникнути в Фуцзянь для торгівлі в 1620-х роках під час китайсько-голландських конфліктів, і місцеві жителі називали її «анг мо». Голландська Ост-Індська компанія, а потім Іспанська імперія колонізували Тайвань, і іспанці побудували форт Сан-Домінго в Тамсуї, Тайвань. Пізніше голландці вигнали іспанців і захопили форт, який також став відомим як «Місто рудоволосих» тайванською хоккієн. Голландці були відомі на Тайвані як «ang mo lang» «рудоволосі люди» на тайванському хоккіен. Швидше за все, це тому, що руде волосся є відносно поширеною рисою серед голландців. Цей історичний термін «ang mo lang» продовжує використовуватися в контексті історії Тайваню для позначення голландців.
Китайські ієрогліфи для «ang mo» такі ж, як і в історичному японському терміні kōmō (яп. 紅毛), який використовувався у період Едо (1603—1868), як епітет для білих людей (північно-західних європейців). У першу чергу це стосувалося голландських торговців, які були єдиними європейцями, яким було дозволено торгувати з Японією під час Сакоку, її 200-річного періоду ізоляції. Португальських та іспанських торговців, навпаки, називали nanban (яп. 南蛮), що своєю чергою, споріднене китайському наньман і означає «південні варвари».
У 19 столітті Уолтер Генрі Медхерст зробив посилання у своїй науковій праці «Словник діалекту хок-кен китайської мови», що "âng mô! «рудоволосий», як правило, застосовувався до англійців. З великою міграцією хокло до Південно-Східної Азії, переважно Малайзії та Сінгапуру, термін «анг мох» став більш поширеним і використовувався для позначення білих людей загалом.

## Расова суперечка
Білі люди зазвичай вважають термін ангмо расистським і принизливим. Інші, однак, стверджують, що це прийнятно, роблячи його в деяких контекстах відновленим словом. Попри це, широко вживаний термін, принаймні серед незахідних жителів. Він з'являється, наприклад у сінгапурських газетах, таких як The Straits Times, а також у телевізійних програмах і фільмах.

## Зневажливий контекст
У Сінгапурі та Малайзії термін «ang mo sai» (Китайська: рудоволосе лайно, «руде лайно») — принизливий термін, який вживають в китайській громадськості, для висміювання китайців, які не вміють читати китайською.